# Henicorhina
Henicorhina là một chi chim trong họ Troglodytidae.